# ボーイング ビジネスジェット
ボーイング ビジネスジェット
B737-700ベースのBBJ
- 用途：ビジネスジェット
- 製造者：ボーイング
- 初飛行：1998年9月4日
- 生産数：シリーズ累計 237機 (2018年末時点)[注釈 1][1]
- 運用開始：1999年
- ユニットコスト：(2018)[2]
MAX7:8,870万ドル
MAX8:9,630万ドル
MAX9:1億530万ドル

ボーイング ビジネスジェット（BBJ:Boeing Business Jet）は、ボーイングの旅客機から派生したビジネスジェットである。
BBJという名称は、737シリーズの旅客機をベースにしたビジネスジェットに使われている。BBJは豪華な内装を備えており、通常は25～50人ほどを収容する。仕様によっては、寝室やシャワールーム、リビング、ダイニング、会議室などを備えることもある。BBJには737MAXや777X、787、747-8をベースにしたモデルもあり、それらはそれぞれBBJ MAX、BBJ 777X、BBJ 787、BBJ 747-8と名付けられている。
ボーイングのBBJ部門は旅客機ベースのビジネスジェットを11種類提供している。

## モデル

### ナローボディ機

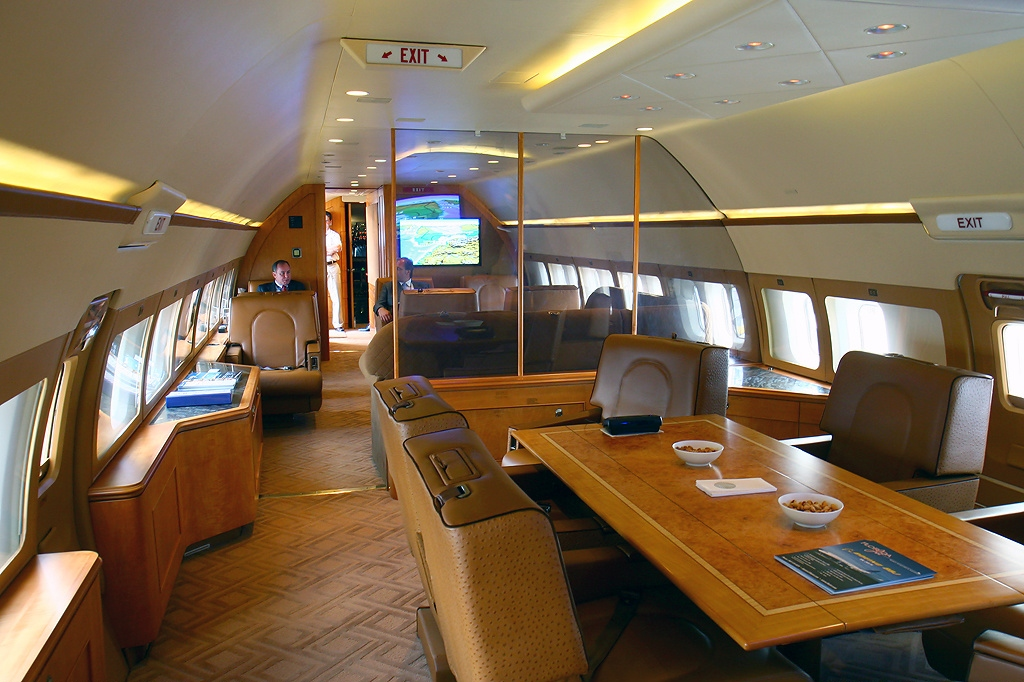
BBJのキャビン

最初のBBJは737-700をベースに、737-800の強化された翼やランディングギアを備えたものだった。胴体腹部に補助燃料タンクを増やすことで航続距離を延ばすことができ、タンク9基の仕様ならば航続距離は11,000kmを超えるが、運用者の多くはタンク5基の仕様にしており、その場合の航続距離は10,000kmだった。2002年、737-800をベースにしたBBJ2が発表され、このモデルはBBJよりもキャビンが25%広く、補助燃料タンク5基で同程度の航続距離を持っていた。さらに2009年、737-900をベースにしたBBJ3が提供された。アビエーション・パートナーズのウィングレットによって、BBJの航続距離は5%延びた。格納式の前方エアステアが標準装備になっており、飛行先の空港で搭乗橋などを使わずに乗降できる。導入当初は内装の軽量化が難しく、内装の許容重量(5.9t)を超過してしまい、スペック上の航続距離を確保できないこともあった。しかし技術革新で最近の内装は25%ほど軽くなったため、基本運航重量を守れるようになった。
マッハ0.785で飛行すると1時間あたりの燃料消費は2,190kg、マッハ0.82ならば2,600kgになる。これはより速く飛べるグローバル6000の2倍の消費量である。運航に関する変動費は1時間あたり14,000ドルかかる。検査はC整備が36ヶ月ごと、運航を4～8週間止めて行うD整備は12年ごとに行う。高度12,300mでの客室高度を2,400mから1,950mに下げることができるが、それをすると機体寿命は5万回から2万6000回へ低下する。ただし、それでも機体寿命はビジネスジェット専用機よりも多い。多くの運用者は6～8人の乗客を乗せて年に200～250時間飛行するが、企業の自家用であれば年に500～800時間飛ばすこともあるし、逆に個人所有であれば年に150～200時間になることもある。CFM56のメンテナンスサービスはエンジン1基ごとに飛行1時間あたり240～260ドルかかるが、これはロールス・ロイス BR700のコストよりは安い。エンジンの寿命は少なくとも12,000～13,000時間あり、最大で25,000～30,000時間である。フォッカーは2016年、BBJ用に幅1.5mの窓を開発した。
1999年の市場投入から20年が経ち、150機のBBJが就航しているが、これは当初想定された50機の3倍であった。超大型機は2008年の景気後退によって批判の目にさらされ、処分した企業もあった。また、政府の要人輸送に用いられているBBJもある。
BBJに続いて、エアバスも旅客機のA319、少し大きいA320、少し小さいA318をベースにしたエアバス コーポレートジェットを投入した。より小型の競合機としては、エンブラエル リネージュ 1000、ボンバルディア グローバル・エクスプレス、ガルフストリーム G550・G650がある。G650ERの運航コストが1海里あたり5.87～6.33ドルなのに対して、BBJの運航コストは1海里あたり9.57～10.13ドルである。
- BBJ(まれにBBJ1とも呼ばれる):737-700を基に作られたモデルで、後の737-700ERのベースになった。BBJは最初の派生機であった。アメリカ海軍ではC-40B クリッパーと呼ばれている。
- BBJ2:737-800をベースにしたモデル。
- BBJ3:737-900ERをベースにしたモデル。
- BBJ C:737-700Cの「素早い換装(quick change)」能力を特色とする派生機である。これはあるフライトで要人輸送に用いた後、次のフライトが貨物輸送であれば素早く内装を換装できるものである。
- BBJ MAX8・MAX9:新しいCFM LEAP-1Bエンジンと、燃費を13%改善する最新のウィングレットを備えたボーイング737MAX8・9の派生機である。BBJ MAX8の航続距離は11,710kmで、BBJ MAX9は11,580kmである[8]。BBJ MAX7は2016年10月にお披露目され、航続距離が12,960kmになる予定である。初期のBBJと比べて、キャビンと床下の貨物スペースが広くなっているが、運航コストは10%安くなる[9]。BBJ MAX8は2018年4月16日に初飛行し、補助燃料タンク1機で12,300km飛行した[10]。BBJ MAX8は10月中旬に初号機が引き渡された[11]。

#### スペック
| モデル             | BBJ MAX 7 | BBJ MAX 8 | BBJ MAX 9 |
| ------------------ | --------- | --------- | --------- |
| キャビン面積       | 82.1 m2   | 95.2 m2   | 104.1 m2  |
| 貨物室容積         | 7.8 m3    | 18.5 m3   | 23.2 m3   |
| 全長               | 35.56 m   | 39.52 m   | 42.16 m   |
| 全幅               | 35.92 m   | 35.92 m   | 35.92 m   |
| 全高               | 12.3 m    | 12.3 m    | 12.3 m    |
| 最大離陸重量       | 80,286 kg | 82,191 kg | 88,314 kg |
| 最大積載量         | 14,683 kg | 16,107 kg | 17,509 kg |
| 基本運航重量       | 48,230 kg | 49,845 kg | 53,479 kg |
| 許容内装重量       | 7,257 kg  | 8,165 kg  | 9,525 kg  |
| 空虚重量           | 40,973 kg | 41,681 kg | 43,953 kg |
| 最大燃料           | 39,611 L  | 39,633 L  | 41,658 L  |
| 航続距離 (乗客8人) | 12,964 km | 12,297 km | 12,066 km |

### ワイドボディ機
- BBJ 747-8:747-8をベースにしたモデルで、乗客100人を乗せて16,436kmの航続距離がある。2018年末までに11機を受注しており、その全てが引き渡され、内6機が就航している[12]。747はボーイングからグリーン(green)状態で引き渡される。これは顧客が内装を自由にデザインできるように、一切内装を備えていない状態を言う。
- BBJ 777:B777をベースにしたモデル。75人の乗客を乗せて18,580kmの航続距離を持つ200LRベースのモデルと、17,220kmの航続距離を持つ300ERベースのモデルがあった。2018年末までに13機の受注があり、その全てが引き渡され、内9機が就航している。2018年12月にBBJ777はBBJ777Xにモデルチェンジした[12]。
- BBJ 777X:B777Xをベースにしたモデル。75人の乗客を乗せて21,583kmの航続距離を持つ-8と、20,372kmの航続距離を持つ-9がある。2018年12月10日、MEBAA(中東ビジネス航空協会（英語版）)の展示会で、BBJ版の777Xを発表した。キャビン面積は-8で302.5m2、-9で342.7m2である[13][12]。
- BBJ 787:B787をベースにしたモデル。25人の乗客を乗せて18,418kmの航続距離を持つ-8と、17,566kmの航続距離を持つ-9がある。2018年9月までに15機を受注し、12機が引き渡され、内4機が就航している[12]。747と同様に787もグリーン状態で引き渡される。

#### スペック
| モデル       | BBJ 787-8            | BBJ 787-9            | BBJ 777-8            | BBJ 777-9            | BBJ 747-8             |
| ------------ | -------------------- | -------------------- | -------------------- | -------------------- | --------------------- |
| キャビン面積 | 224.4 m2             | 257.8 m2             | 302.5 m2             | 342.7 m2             | 444.6 m2 / 481.1 m2   |
| 貨物室容積   | 138.2 m3             | 174.5 m3             | 170.2 m3             | 218.2 m3             | 196.5 m3              |
| 全長         | 56.72 m              | 62.81 m              | 69.8 m               | 76.7 m               | 76.3 m                |
| 全幅         | 60.12 m              | 60.12 m              | 71.80 m              | 71.80 m              | 68.4 m                |
| 全高         | 16.92 m              | 17.02 m              | 19.5 m               | 19.5 m               | 19.4 m                |
| 最大離陸重量 | 227,930 kg           | 254,011 kg           | 351,550 kg           | 351,550 kg           | 447,700 kg            |
| 最大積載量   | 35,289 kg            | 47,627 kg            |                      |                      | 52,118 kg             |
| 基本運航重量 | 125,736 kg           | 133,810 kg           |                      |                      | 243,171 kg            |
| 許容内装重量 | 18,144 kg            | 20,412 kg            | 24,948 kg            | 29,484 kg            | 45,359 kg             |
| 空虚重量     | 107,592 kg           | 113,398 kg           |                      |                      | 197,812 kg            |
| 最大燃料     | 126,206 L            | 126, 357 L           | 197,977 L            | 197,977 L            | 238,610 L             |
| 航続距離     | 18,418 km (乗客25人) | 17,566 km (乗客25人) | 21,583 km (乗客75人) | 20,372 km (乗客75人) | 16,436 km (乗客100人) |

## 運用者

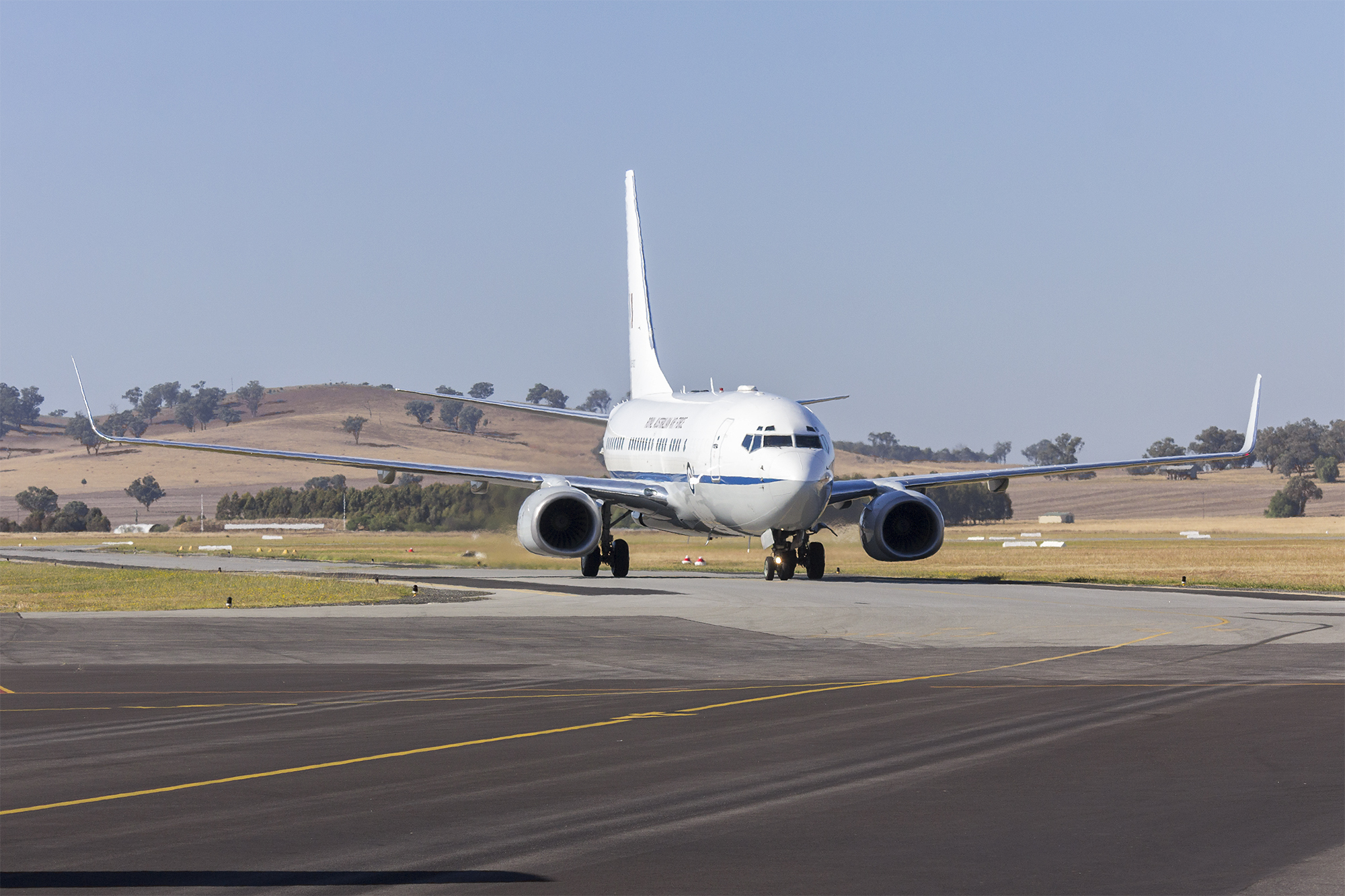
ワガワガ空港でのオーストラリア空軍737-700 BBJ

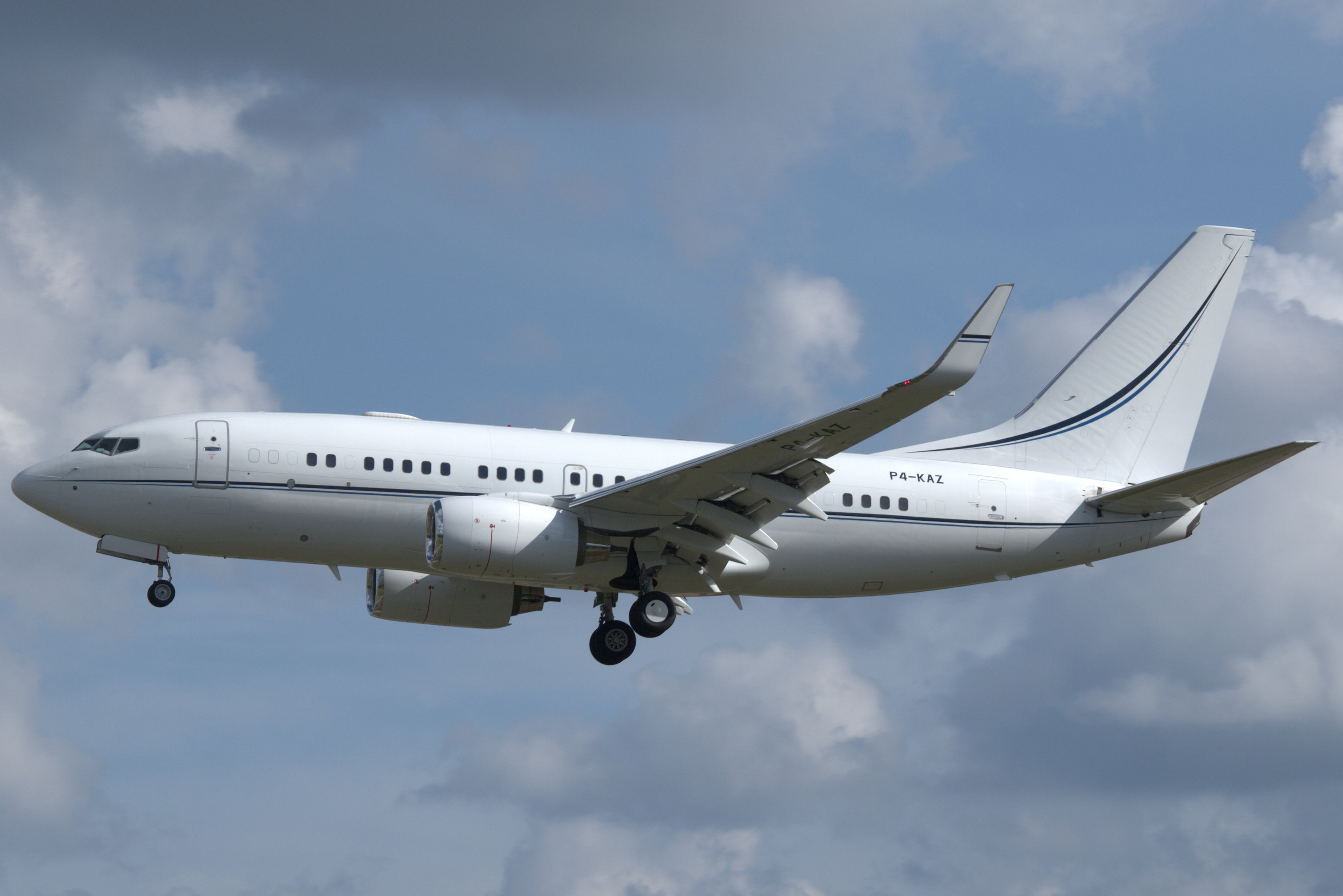
カザフスタン共和国軍 737-700/BBJ

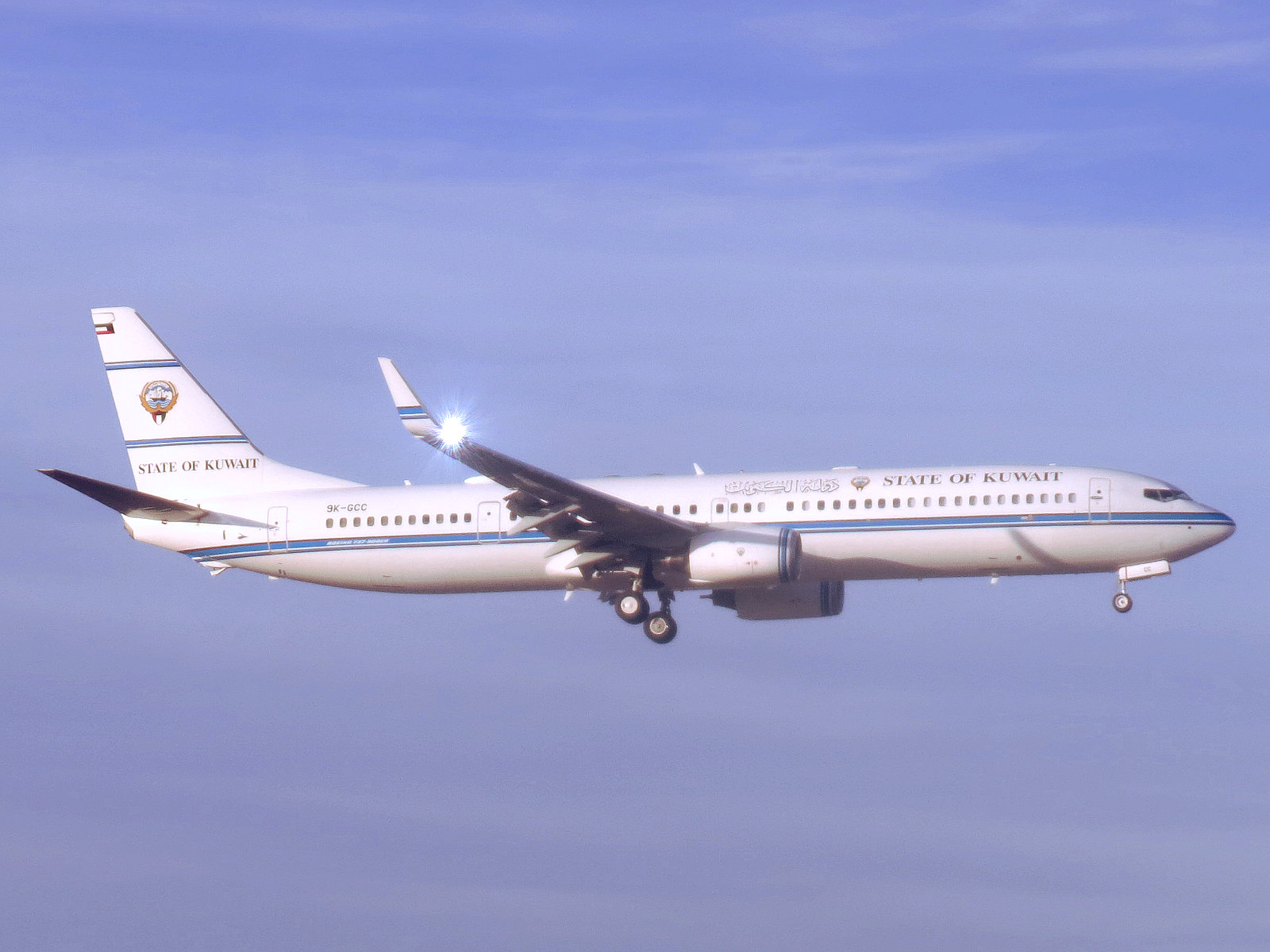
クウェート 737-900/BBJ3

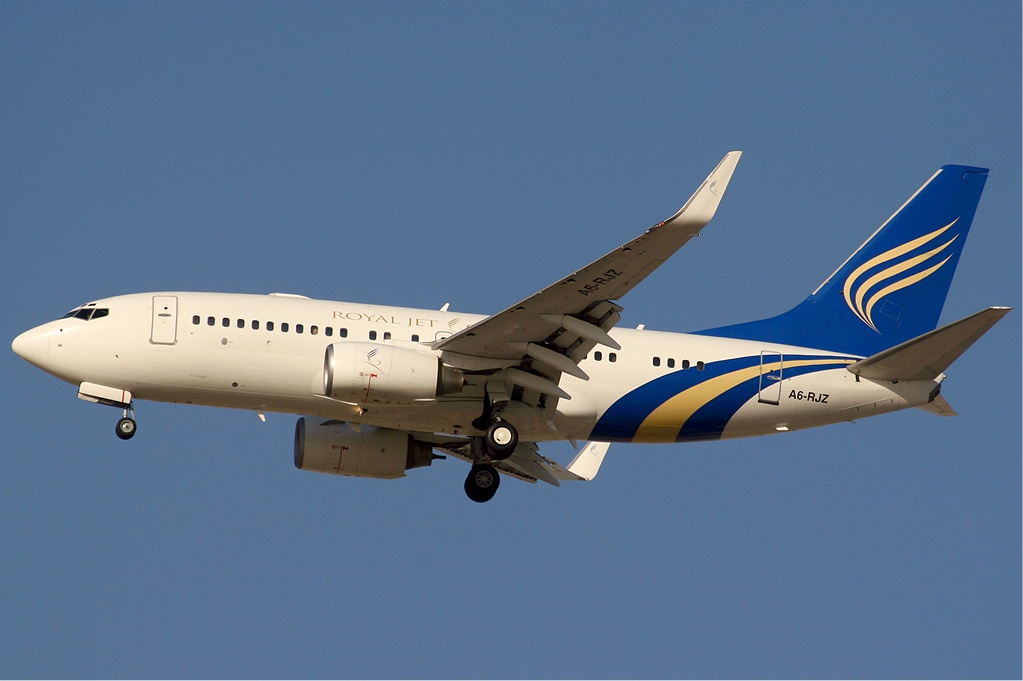
アブダビのロイヤルジェットの737-700/BBJ

### 民間
BBJは当初はサウジアラムコやトラシンダ、ネットジェッツ、ラスベガス・サンズなどのFortune100企業が用いていたが、2008年の景気後退で費用対効果の調査対象となり、エル・ブランズ、ゼネラル・エレクトリック、オクシデンタル・ペトロリウムなど多くの企業で売却された。また、中国企業は富を見せびらかすのを避けるようになり、売却するところも出てきた。
現在、BBJは以下の企業や個人（大企業の重役、富裕層など）が運用しているが、プライベートジェットとしての運用がメインであるため、所有者（発注者）や詳細な仕様が伏せられている機体も多い。フレズノのAssemi、マイアミのクレセント・ハイツ、ウィチタのストラック＆ヴァンティル、Funair Corp、Ty、チューター・サリバ、ジェフリー・カッツェンバーグ、スティーヴン・スピルバーグなど。

### 政府
多くのBBJは要人輸送のために政府が運航しており、その例として、アメリカ、オーストラリア、コロンビア、トルコ、インド、UAE、ヨルダン、マレーシア、南アフリカ、チュニジアがある。また、アブダビやドバイ、サウジアラビアの有力な王族が所有していることもある。日本の2代目政府専用機もBBJとして発注されている。
 オーストラリアオーストラリア空軍 (2) BBJ737 (リース機)
- オーストラリア空軍 第34飛行隊

 ベラルーシベラルーシ空軍 (1) BBJ2 政府要人用
 コロンビアコロンビア空軍 (1)
 インドインド空軍 (3) 政府要人用
 インドネシアインドネシア大統領専用機 (1)  BBJ2 政府要人用
 カザフスタンカザフスタン政府 (1)
 クウェートクウェート政府 (2)
 マダガスカル大統領 (1)
 マレーシアマレーシア空軍 (1)
 メキシコメキシコ空軍 (1) 787 政府要人用
 モロッコモロッコ空軍 (2)
 オランダオランダ政府、2019年予定 (1)
 ニジェールニジェール空軍 (1) 政府要人用
 ナイジェリアナイジェリア空軍 (1)
 ポーランドポーランド空軍 (2) BBJ2 政府要人用 2020年予定 
 カタールカタールアミリフライト (1)
 南アフリカ南アフリカ空軍 (1)
 チュニジアチュニジア政府 (1)
 アラブ首長国連邦プレジデンシャル・フライト (UAE) (9)
ロイヤルジェット (6) BBJ1 政府要人用
 日本航空自衛隊 (2) BBJ777-300ER日本国政府専用機
- 航空自衛隊 特別航空輸送隊

## 受注状況
| モデル | 737 | BBJ | MAX | 757 | 767 | 777 | 787 | 744 | 748 | 合計 |
| ------ | --- | --- | --- | --- | --- | --- | --- | --- | --- | ---- |
| 受注   | 16  | 169 | 21  | 5   | 8   | 13  | 15  | 3   | 11  | 261  |
| 納入   | 16  | 167 | 2   | 5   | 8   | 13  | 12  | 3   | 11  | 237  |
| 就航中 | 16  | 159 | 0   | 5   | 8   | 9   | 4   | 3   | 6   | 210  |